# قرية الصراف
قرية الصراف، هي قرية سودانية، تقع جنوب مدينة القضارف مباشرة، وتتبع إداريا لمحافظة القلابات الغربية, محلية كساب, وتبعد عن مركز مدينة القضارف، بنحو 12كلم، وعن طرفها الجنوبي بنحو 7 كيلمترات.
القرية مخططة منذ العام 1987م، كأول قرية يتم تخطيطها في ولاية القضارف، وعلى نمط حديث لم يسبق في الولاية، إلا في حي المطار بمدينة القضارف؛ حيث الطرق الواسعة التي تفضي إلى أزقة جانبية تقود إلى ساحات شاغرة بين مربعاتها. بالصراف ثلاث لجان شعبية إدارية: لجنة الصراف شمال، ولجنة الصراف شرق، ثم لجنة الصراف جنوب.

## قبائل الصراف
وتتكون القرية من تمازج قبلي وفد إليها من اتجاهات السودان الاربعة, منهم المراريت والبرقو والميمة والجوامعة، والسلامات من الغرب، والشكرية واللحويين، والعركيين، من عرب الشرق،  والنوبة، والقمز، من الاواسط ومن الجنوب، وكثير من السلالات العرقية التي تكون السودان العظيم.

## قرى الصراف
انصهر هذا النسيج القبلي، في تمازج فريد انصهر لحما ودما، فكرا ومصيرا فكون تلك الصراف العملاقة. التي تتكون من مجموعة من القرى:
- الصراف الكبيرة, وتقع في الناحية الشمالية والشرقية.
- الكنارة وتقع في الناحية الشرقية على بعد 3 كيلومترات.
- زهانة وتقع جنوبا وتنفصل عن الصراف الأم باقل من كيلومتر واحد، وتتصل بها القليعة من ناحية الغرب.
- وفي أقصى الجنوب قرية ود كبروس التي تحولت إلى قرية مستقلة الآن.

وتحاط قرية الصراف بسلاسل جبلية من جميع الجهات، والقرية ترقد على حوض واسع من المياه الجوفية، وتحفر فيها بحيرة صناعية الآن لتجميع مياه الجبال، وبيارة لري أهل القرية، فضلا عن وجود ثلاثة آبار ارتوازية تغذي محطة المياه الرئيسية، وبها مدرستان أساسيتان والثالثة تحت التشييد ومدرستان ثانويتان وخمسة رياض أطفال وحضانات، وبها مستوصف طبي متكامل، ومسئولون عن الصحة العامة. بالإضافة إلى محطة لتوزيع الكهرباء تغذيها والقرى المجاورة، وتستمد الطاقة من الشبكة السودانية القومية للكهرباء. وتتوفر فيها وسائل النفل والمواصلات منها وإلى المدينة والعكس وذلك بسبب تعبيد الطرق.
امتاز أهالي القرية بالذكاء الحاد والنجابة، إذ لا يخلو موقع في السودان من وجود كادر بشري من أبنائها وتكاد تجيء في المرتبة الثانية بعد مدينة  رفاعة الرائدة في التعليم في السودان.
والحالة الاقتصادية للقرية منتعشة جدا بسبب قربها من المدينة واشتغال أهلها بالزراعة ، مع وجود عدد كبير من الموظفين ، منهم عدد من الدستوريين وكبار ضباط الشرطة والجيش، وعدد كبير من المغتربين في كافة قارات العالم، ولذلك ينعم مواطن القرية برفاهية في العيش قد لا تتوفر في القرى المجاورة لها.